# 103 Pułk Lotniczy
103 Pułk Lotniczy NJW MSW (JW 1159) – pułk lotniczy wchodzący w skład Nadwiślańskich Jednostek Wojskowych podległych Ministerstwu Spraw Wewnętrznych, który w latach 1965–2001 stacjonował na lotnisku Warszawa–Bemowo – Bielany (koszary Wrzeciono ul. Marymoncka) następnie koszary na ulicy Kocjana 3.

## Historia

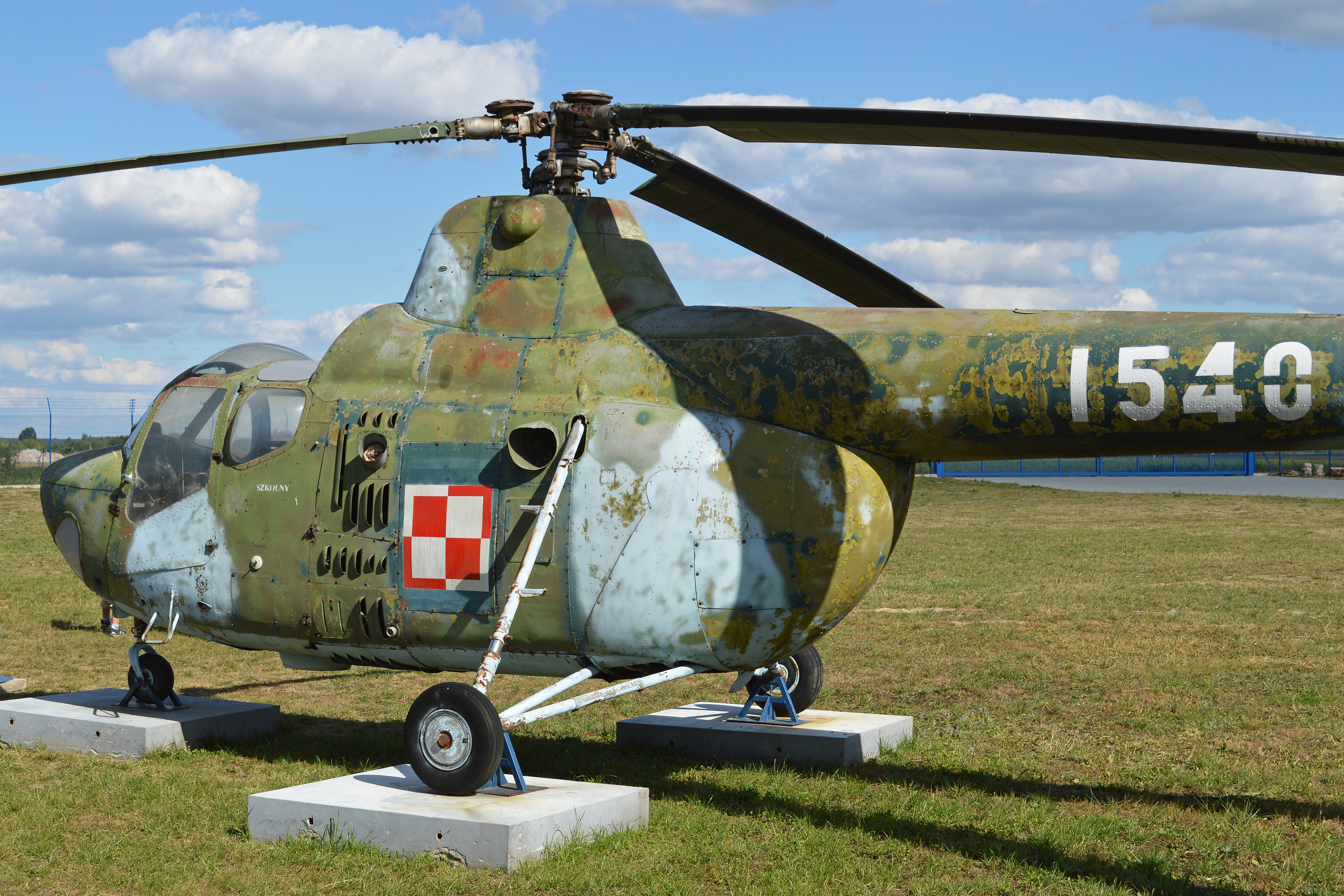
Śmigłowiec SM-1

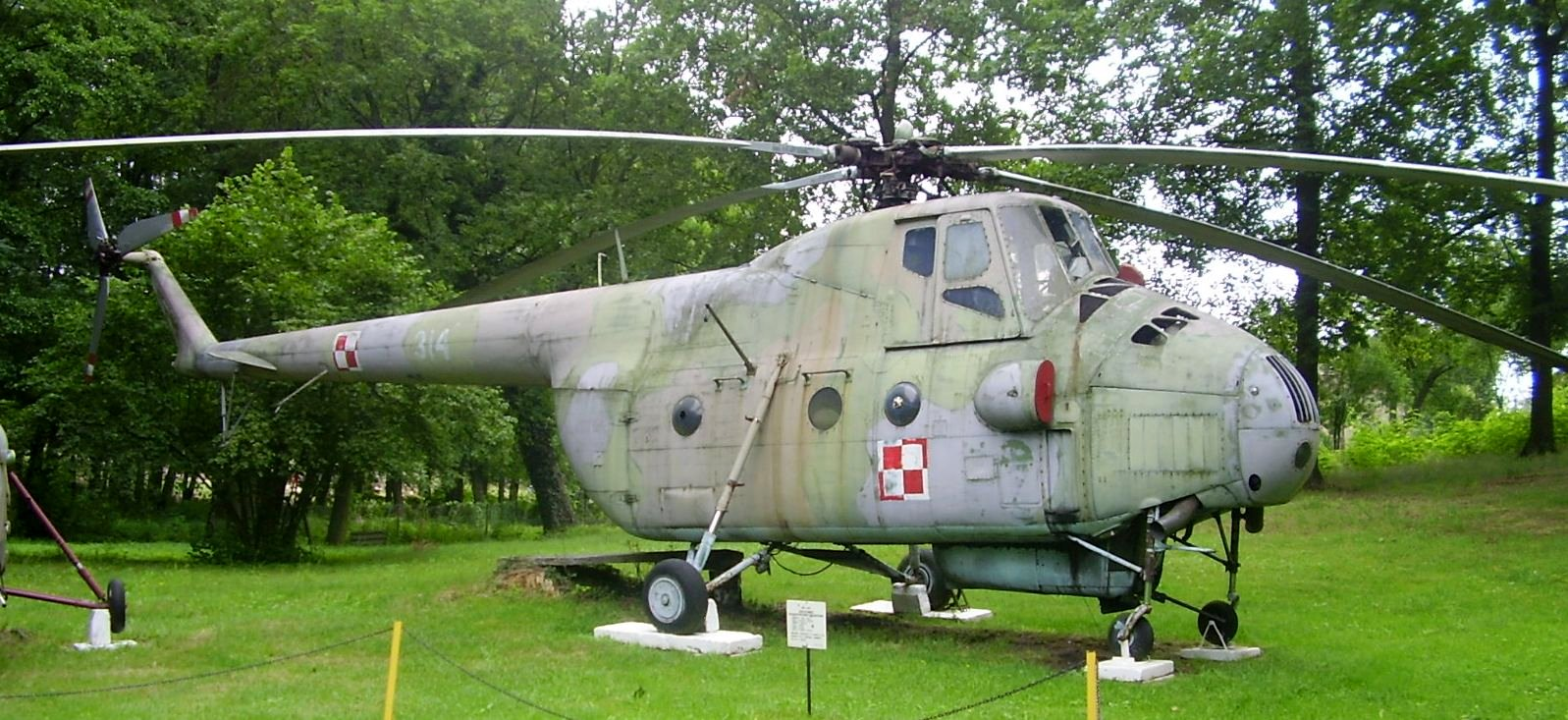
Mi-4

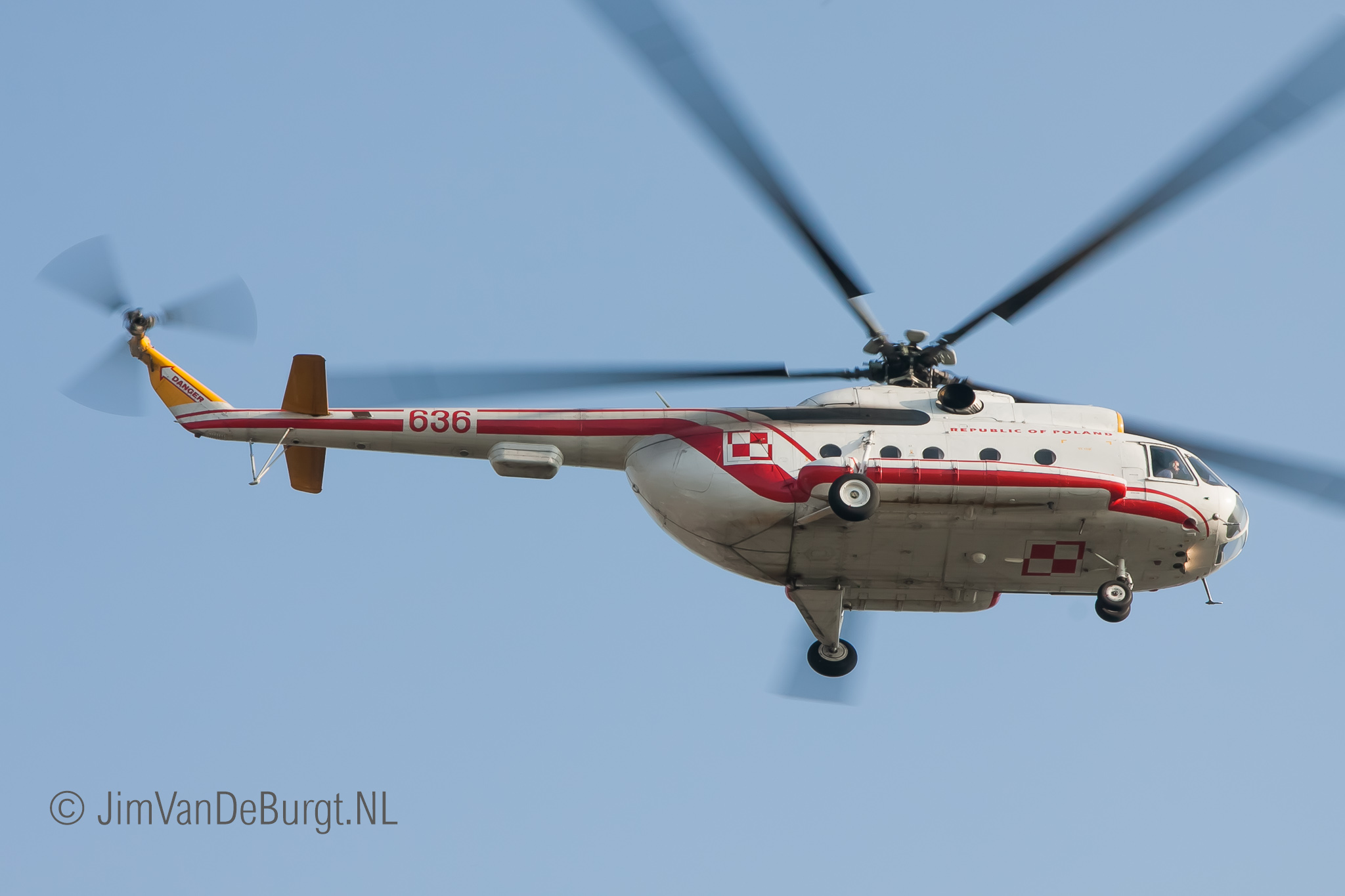
Śmigłowiec Mi-8T 103 Pułku

Eskadra powstała 1 kwietnia 1944 r. jako 103 Eskadra Lotnictwa Łącznikowego (nazywana też 103 Samodzielna Eskadra Lotniczej Łączności), która odbyła szlak bojowy z 1 Armią WP od Ałatyru do miasta Rhinow za Berlinem. W grudniu 1945 roku przemianowano 103 Eskadrę na 9 Eskadrę Lotnictwa Łącznikowego Korpusu Bezpieczeństwa Wewnętrznego (określana też jako 1 Eskadra Lotnictwa Transportowo-Łącznikowego). Na miejsce stacjonowania wyznaczono jej lotnisko Warszawa – Bemowo (Bielany).
Po przekazaniu w 1965 r. wojsk KBW z MSW do MON, 9 Eskadra Lotnictwa Łącznikowego pozostała w MSW i została podporządkowana dowódcy Nadwiślańskiej Brygady MSW im. Czwartaków AL.
Po rozbudowie Nadwiślańskiej Brygady w 1974 r. i reorganizacji Eskadra otrzymała nazwę 103 Pułk Lotniczy MSW (JW 1159), który podlegał dowódcy Nadwiślańskich Jednostek Wojskowych.
Dokonano wówczas podziału sprzętu pomiędzy powołanym 36 Specjalnym Pułkiem Lotnictwa Transportowego na Okęciu i 103 Pułkiem MSW. 36 SPLT miał na stanie wyłącznie samoloty, natomiast 103 Pułk Lotniczy MSW przejął na stan wyłącznie śmigłowce.
W 1991 dysponował 39 śmigłowcami; 15 Mi-8 T, 3 Mi-8 S, 4 Mi-17, 12 Mi-2, 4 PZL W-3 Sokół, 2 Bell 206.
103 Pułk Lotnictwa Nadwiślańskich Jednostek Wojskowych MSW był jednym z najstarszych zespołów lotnictwa polskiego. Z uwagi na wydzielenie go ze struktury organizacyjnej Wojsk Lotniczych, przez przekazanie pod komendę dowództwa Nadwiślańskich Jednostek Wojskowych MSW, był on wymieniany na marginesie działalności Polskiego Lotnictwa Wojskowego. 
W 2001 roku, 103 Pułk Lotniczy MSW został rozformowany. Jego sprzęt rozdysponowano do 36 SPLT, Straży Granicznej i Policji, która przejęła 11 śmigłowców.

## Zadania

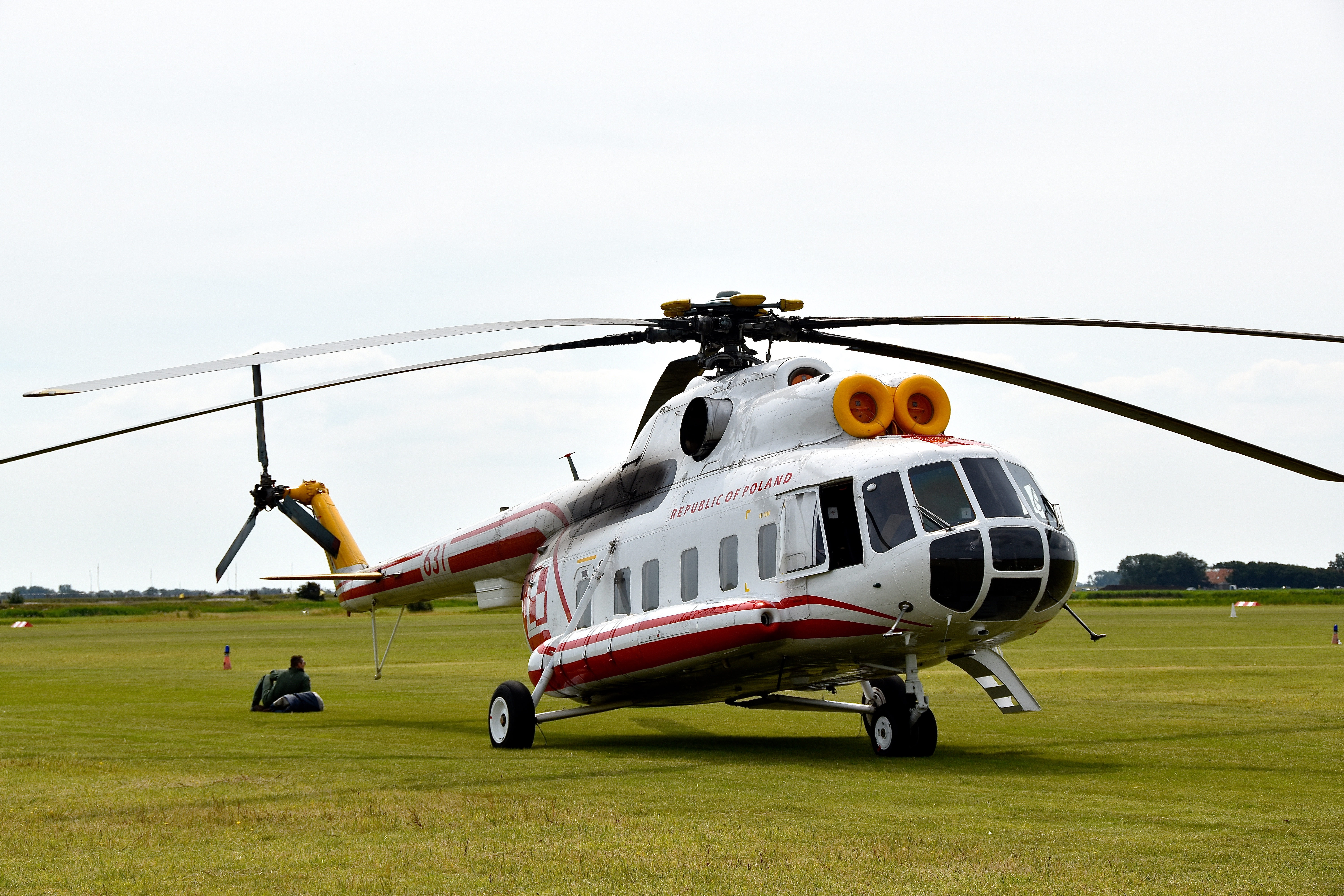
Mi-8 S (salonka używany w trakcie wizyty Jana Pawła II)

103 Pułk Lotniczy wykonywał zadania głównie na rzecz resortu spraw wewnętrznych. Zakres zadań był urozmaicony: od lotów dyspozycyjnych, lotów o kryptonimie „ważny” czy okresowo pełnionych dyżurów z bazowaniem w terenie działań, do wielkich operacji transportowych jak np. jednoczesne użycie całości sił pułku do przerzutu oddziałów funkcjonariuszy podczas pobytu Papieża w Krakowie. Za jedną z pierwszych akcji Pułku Lotniczego MSW z powietrza uznaje się poderwanie w 1965 roku śmigłowców Mi-4 oraz SM-1, wykorzystanych do poszukiwań zbiegłych z więzienia w Krośnie przestępców. Realizował też zadania cywilne i państwowe, np. brał udział w transmisjach telewizyjnych z Wyścigu Pokoju.
W dniach od 2 do 10 czerwca 1979 roku, w związku z pierwszą pielgrzymką do Polski papieża Jana Pawła II, 3 śmigłowce Mi-8 S przemalowano na biało i umieszczono na nich symbole PLL LOT, ale śmigłowce nadal miały wojskowe numery identyfikacyjne pułku. Tymi śmigłowcami Jan Paweł II odbywał podróże między poszczególnymi miastami (miejscami) pielgrzymkowymi. Załogami śmigłowców byli piloci ze 103 Pułku MSW. Podobnie było podczas kolejnych pielgrzymek Jana Pawła II do Polski.
Do 1995 roku, 103 Pułk Lotniczy MSW samodzielnie zabezpieczał całą działalność lotniczą w resorcie, wykonując w pełnym zakresie również zadania policyjne. Od 1995 roku zaczęły powstawać lokalne ośrodki lotnicze Policji w Krakowie i Poznaniu. Funkcjonowanie pułku w strukturach MSW stawiało przed nim wiele zadań zarówno typowych dla lotnictwa wojskowego, jak i specyficznych, wynikających z usługowej roli w stosunku do służb resortu: Policji, Straży Granicznej, Państwowej Straży Pożarnej, BOR i Jednostek Nadwiślańskich, a także zadań na rzecz gospodarki narodowej i innych instytucji państwowych jak Sejm, Rada Ministrów oraz społeczności miasta Warszawy.

## Dowódcy
- płk pil. Ryszard Karal,
- ppłk pil. Henryk Agnieszczak,
- płk pil. Bolesław Balwierczak,
- płk dypl. pil. Jan Urbaniak,
- płk pil. Józef Pęcko (1991–1992)[11],
- płk dypl. pil. Zbigniew Mrozek (1992–2001)[12].

## Wypadki
W dniu 12 listopada 1968 r. o godz. 18.46 w czasie kiedy pilot wykonywał lot po trasie śmigłowcem PZL SM-2 w NTWA (nocnych trudnych warunkach atmosferycznych), śmigłowiec zderzył się z ziemią w rejonie miejscowości Pokrzywnica. Zginęli wówczas: ppłk pil. Michał Grudziński i kpt. lek. Henryk Henczka.
W dniu 12 listopada 1985 roku w miejscowości Piecki koło Mrągowa zginęli: porucznik pilot inżynier Mirosław Karpiński i kpt. inż. pil. Roman Kędra pełniący obowiązki pilotów w 103 Pułku Lotnictwa Nadwiślańskich Jednostek Wojskowych MSW. W trakcie lotu nastąpiło nagłe załamanie pogody. Pilot zameldował o zmianie kierunku lotu, po czym dowódcy stracili z nim kontakt radiowy. Okazało się, że śmigłowiec uległ wypadkowi rozbijając się w lesie. W miejscu katastrofy został postawiony kamienny obelisk z fragmentami rozbitego śmigłowca – są wmurowane fragmenty dwu łopat. W 2015 dokonano odsłonięcia pamiątkowej tablicy poświęconej awansowanemu pośmiertnie por. Mirosławowi Karpińskiemu, w jego rodzinnej miejscowości Goworowo w powiecie ostrołęckim (woj. mazowieckie).
16 lipca 1986 o godz. 12.37, na skraju Jeziora Królewskiego w Łokaczu Małym, samolot An-2 z 103 Pułku Lotniczego z 3 osobami na pokładzie uległ wypadkowi wykonując zadanie przewozu poczty lotniczej. W wypadku zginęły 2 osoby, porucznik pilot Jerzy Łagowski i starszy chorąży pilot Tadeusz Owczarek. 16 lipca 2024 w Krzyżu Wielkopolskim odsłonięto pomnik upamiętniający śmierć pilotów.            

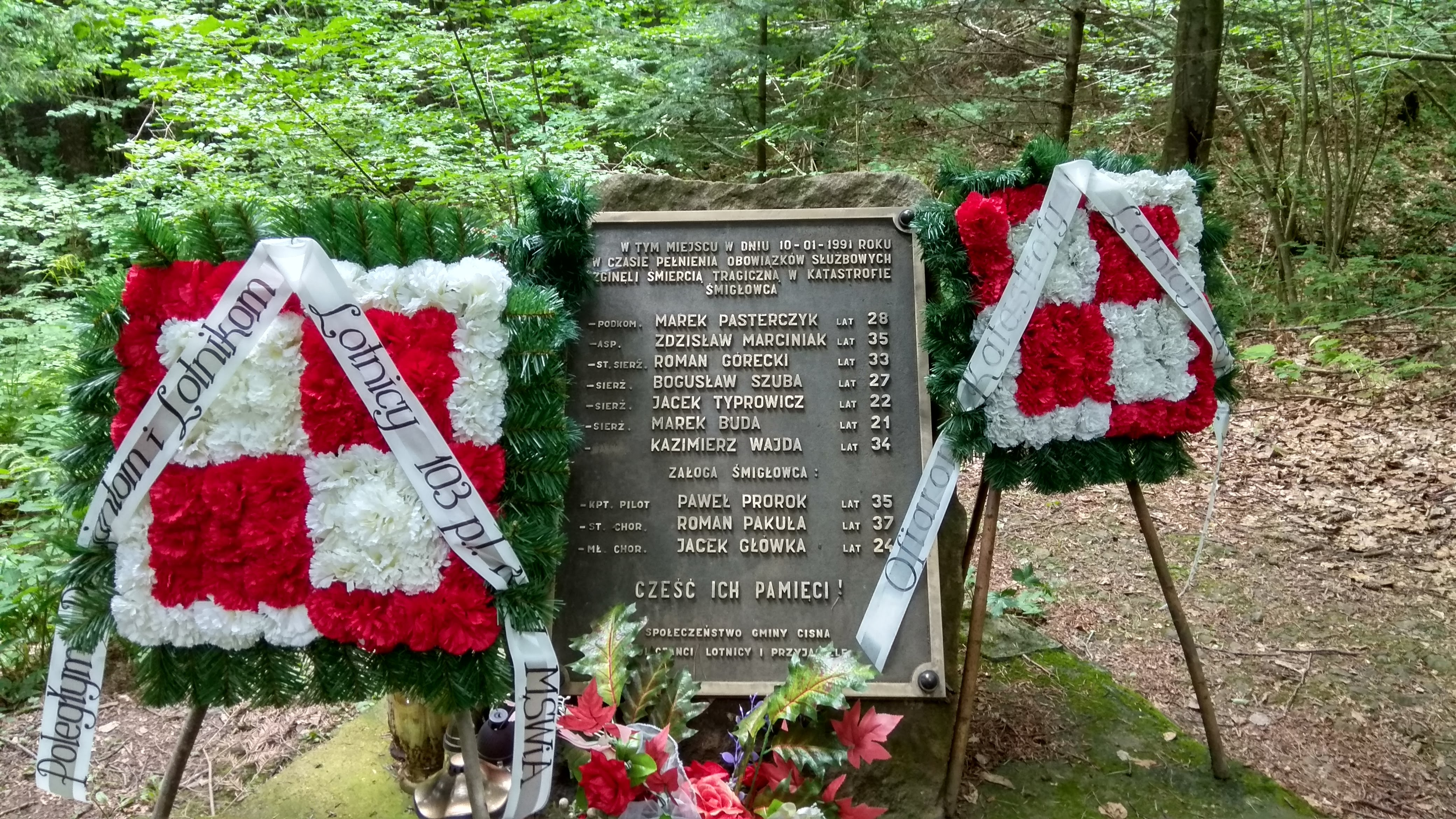
Obelisk – wypadek lotniczy w Cisnej

10 stycznia 1991 śmigłowiec Mi-8T ze 103 Pułku Lotniczego uległ wypadkowi, gdy transportował do Cisnej ekipę telewizyjnego programu „Magazyn Kryminalny 997”. Przyczyną były złe warunki atmosferyczne. Śmigłowiec leciał na wysokości ok. 40 m nad dnem rzeki Solinki. Pilot zbyt późno wprowadził śmigłowiec na wznoszenie, co spowodowało jego przeciągnięcie. Śmigłowiec uderzył belką ogonową o wierzchołki drzew, stracił sterowność i zderzył się z ziemią. W wypadku zginęło 10 osób, w tym 3 członków załogi i 7 funkcjonariuszy Policji.

## Umundurowanie
Pułk, mimo podległości pod MSW, zachował umundurowanie Wojsk Lotniczych, czyli szaro-stalowe mundury, czarne pasy, czarne buty, czapki okrągłe z czarnym otokiem i orłem wojsk lotniczych.

## Upamiętnienie
1 kwietnia 2015 przy ul. Kocjana 3 na Warszawskim Bemowie odbyła się  uroczystość odsłonięcia tablicy upamiętniającej stacjonowanie 103 Pułku Lotniczego Nadwiślańskich Jednostek Wojskowych Ministerstwa Spraw Wewnętrznych. 